# Massacre de Louxor du 17 novembre 1997
Le massacre de Louxor (arabe : مذبحة الأقصر, Mudhabbahat al-Uqṣur) du 17 novembre 1997 est un attentat terroriste islamiste sunnite qui eut lieu sur le célèbre site archéologique du temple d'Hatchepsout situé près de Louxor, en Égypte.
Six assaillants déguisés en forces de sécurité tuent lors de cet attentat 62 personnes piégées dans le temple, des touristes très majoritairement (dont 36 Suisses, 9 ou 10 Japonais, 6 Britanniques, 4 Allemands, 1 Français, et 1 Colombien), ainsi que 4 Égyptiens ,. En quittant les lieux, le groupe terroriste tombe sur un point de contrôle (en) tenu par les forces de sécurité. Un des assaillants est blessé et le reste est contraint à fuir dans la montagne. Leurs corps sont finalement retrouvés dans une grotte, sans que les circonstances de leur mort soient établies avec certitude (suicide collectif ou bien exécutions sommaires par les forces de sécurité),.
L'attaque est attribuée à l'organisation terroriste islamiste égyptienne Gamaa al-Islamiya (« le Groupe islamique »). Elle visait à nuire à l'économie touristique du pays et à provoquer une répression gouvernementale qui aurait accru le soutien populaire aux opposants du régime en place. Si l'industrie touristique égyptienne fut en effet durement affectée, l'attentat a en revanche soulevé une vive réprobation dans l'opinion publique égyptienne et contribua même à diviser les militants islamistes, qui annoncèrent plus tard un cessez-le-feu unilatéral,.

## Déroulement
Vers 8 h 45 le matin de l'attaque, six assaillants équipés d'armes automatiques et d'armes blanches, déguisés en membres des forces de sécurité, pénètrent sur le site du temple d'Hatchepsout et tuent deux agents de sécurité. Puis, pendant 45 minutes, les assaillants assassinent systématiquement les touristes pris au piège dans le temple. De nombreux corps, en particulier de femmes, sont mutilés à l'aide de couteaux et de machettes. Une note appelant à la fin du tourisme en Égypte et signée de l'« Escadron de destruction d'Omar Abdul Rahman - la Gama'a al-Islamiyya » sera retrouvé plus tard dans la dépouille éviscérée d'un vieillard japonais,. 
À l'issue de l'attaque, les assaillants détournent un bus mais se trouvent rapidement bloqués à un point de contrôle (en) garni de policiers nationaux et de militaires égyptiens. Il s'ensuit des échanges de tirs pendant lesquels un des assaillants est blessé par balle. Forcé d'abandonner leur véhicule, le reste du commando prend la fuite à pied après avoir achevé leur complice blessé. Leurs corps sans vie seront retrouvés par la suite dans une grotte. Il semble qu'ils se soient suicidés collectivement même si des témoins parlent d'échanges de coups de feu entre les forces de l'ordre et les terroristes, après leur fuite dans la montagne, en direction de la vallée des Reines,.

## Victimes
Au total, l'attaque fait 62 victimes dont 58 touristes étrangers et 4 Égyptiens (trois policiers et un guide touristique). On compte notamment 36 touristes originaires de Suisse, une touriste française, une enfant britannique de 5 ans (Shaunnah Turner) ainsi que 4 couples japonais en lune de miel,.
| Nationalité | Morts | Blessés |
| ----------- | ----- | ------- |
| Suisse      | 36    | 12      |
| Japon       | 9–10, | 2       |
| Royaume-Uni | 6     |         |
| Allemagne   | 4     | 2       |
| Égypte      | 4     | 9       |
| Bulgarie    | 1     |         |
| Colombie    | 1     |         |
| France      | 1     | 1       |
| Total       | 62–63 | 33      |

## Enquête

### Identification des assaillants
L'enquête met en évidence l'aspect méthodique et discipliné avec lequel l'attaque a été menée. Les enquêteurs égyptiens ont ainsi indiqué que la plupart des victimes avaient reçu une balle dans la tête et dans la poitrine. Ce constat, en sus de la note laissée sur place faisant office de revendication, oriente les enquêteurs vers la piste d'une opération minutieusement préparée par un ou plusieurs hommes expérimentés ayant déjà commis des actions violentes par le passé,. 
Malgré des témoignages discordants, le nombre des assaillants a très vite été fixé à six.
Selon les informations transmises par la police égyptienne aux enquêteurs suisses, un seul des terroristes était connu des services de sécurité pour son appartenance à Gamaa al-Islamiya, Medhat Mohamed Abdel Rahman. Les cinq autres hommes étaient des étudiants à l'université et habitaient la région. Selon les conclusions de la police fédérale suisse, c'est Medhat qui a recruté et mené le commando qui attaqua le site,.
La police fédérale suisse n'a pas eu accès à l'ensemble des documents détenus par les autorités égyptiennes.

### Implication de la Gaama al-Islamiyya
Les auteurs ayant trouvé la mort peu après l'attaque, l'enquête de la justice suisse a été clôturée trois ans après les faits et les recherches ne se sont pas poursuivies sur d'éventuels responsables ou commanditaires.
Dix-huit mois après l'attentat, l'Égypte a déclaré à une délégation suisse qu'elle soupçonnait l'attentat ait été financé par le saoudien Oussama ben Laden et que l'organisateur soit un certain Moustafa Hamza, un chef militaire de la Gamaa al-Islamiyya, qui aurait donné des instructions directes ou indirectes pour l'attaque depuis le Soudan et qui serait désormais réfugié en Afghanistan où le chef d'Al-Qaïda a son quartier général.
Le rapport de synthèse publié par la police fédérale suisse en mars 2000 fera mention de ce Moustafa Hamza qui se serait rendu au Soudan au même moment que Medhat, La note retrouvée sur les lieux de l'attentat, composée d'un texte faisant office de revendication, cite également ce Moustafa Hamza comme étant le commanditaire.
En novembre 2017, soit vingt ans après les faits, une enquête de Radio Télévision Suisse fondée sur des documents déclassifiés révèle que l'enquête a été bâclée par les autorités suisses et que Moustafa Hamza, bien qu'incarcéré en Égypte pour d'autres affaires, n'a jamais été inquiété pour cette attaque. Selon son avocat, aucune charge n'a été retenue contre lui pour l'attentat de Louxor et sa libération était susceptible d'intervenir prochainement,,.

## Réactions et conséquences
À la suite de l'attaque, le président de l'époque Hosni Moubarak limoge le ministre de l'Intérieur, Hassan Al Alfi (en), pour le remplacer par le général Habib el-Adli. La mutation forcée du général Medhat al-Shenwanti, chef de la sécurité à Louxor, à un poste pénitentiaire, et de 20 autres responsables de la sécurité, intervient également peu de temps après. 
Le grand imam de la mosquée al-Azhar, Mohammed Tantaoui, condamne fermement le massacre perpétré par des « esprits étroits » et « le fanatisme [qui] est le résultat d'une méconnaissance de l'islam ». 
Le tabloïd suisse alémanique Blick fait un montage photographique montrant des flots de sang s'écoulant le long des escaliers d'accès au temple d'Hatchepsout. La révélation du trucage contraint le journal à des excuses publiques. 
Une semaine après le massacre de Louxor, le 23 novembre 1997, le président Moubarak accuse le Royaume-Uni d'être complaisant en hébergeant sur son territoire des terroristes islamistes qui y prépareraient leurs attentats. Précisant ses déclarations, il accuse certains Etats, sans indiquer lesquels, de leur donner de l'argent,.
Les gouvernements de la Suisse, du Japon, du Royaume-Uni et de l'Allemagne, dont les citoyens ont porté le plus lourd tribut dans l'attaque, ont exprimé leur solidarité pour le défi auquel l'Égypte est confrontée face aux militants islamiques, tout en encourageant cette dernière à renforcer les mesures de sécurité pour protéger les touristes. Le massacre affecte aussi négativement les relations politiques entre l'Égypte et la Suisse (en) en raison du refus de la première d'accéder aux demandes d'indemnisation de la seconde.
Quinze ans plus tard, le 17 juin 2013, Adel Mohammed al-Khayat (ar), dirigeant de Gamaa al-Islamiya, est nommé gouverneur de Louxor par le nouveau pouvoir du président Mohamed Morsi. Cette nomination suscite une telle vague d'indignation populaire qu'il est contraint de démissionner dès le 23 juin 2013,,.